# Myggedam
Myggedam (tysk Mückenteich) er en mindre sø (dam) i Sporskifte i det sydvestlige Flensborg. Dammen er beliggende i et skovområde på omtrent 19 ha. Skoven ved Myggedammen (Am Mückenteich), der i folkemunde ofte omtales bare som Myggeskov (Mückemwald), er naturfredet siden 1974. Den bynære rekreationsskov ejes af kommunen og drives efter principper for naturnær skovdrift, hvis formål er at sikre en mere varieret og stabil skov til gavn for biodiversiteten og klima. Plantagen består overvejende af nåleskov. I 1932 fandt arbejdere et kvindelig i Myggedammen.
Syd for dammen og skoven ligger Sporskiftets friluftsbad. Vest for dammen ligger boligområdet Skæferhus-Jægerlyst.